# Йоганн Готфрід Шіхт
Йоганн Готфрід Шіхт (нім. Johann Gottfried Schicht; 29 вересня 1753, Рейхенау (нині Богатиня, Польща) — 16 лютого 1823, Лейпциг) — німецький диригент, органіст, скрипаль і композитор. 

## Біографія
Йоганн Готфрід Шіхт закінчив гімназію в Циттау, рівночасно навчаючись грі на органі у Йоганна Тріра. З 1776 року вивчав в Лейпцигу право, одночасно виступаючи як скрипаль і клавесиніст в Великому оркестрі Йоганна Адама Гіллера. З перетворенням оркестру в Лейпцизький оркестр Гевандгауса повністю присвятив себе музиці, а в 1785 році змінив Гіллера на посаді керівника оркестру і залишався головним диригентом до 1810 року, після чого зайняв посаду кантора Церкви Святого Томи — керівника хору Святого Томи. Крім того, в 1802 році Шіхт заснував Лейпцизьку співочу академію і став її першим керівником (до 1807 року).
У композиторській спадщині Шіхта центральне місце займає складений ним в 1819 році збірник хоралів (нім. Allgemeine Choralbuch). Окрім нього, йому належить значна кількість хорової музики (в тому числі Te Deum), фортеп'янний концерт та інші твори для клавіру, а також підручник «Основи гармонії» (нім. Grundregeln der Harmonie; 1812). Під редакцією Шіхта вийшли збірка мотетів Йоганна Себастьяна Баха (1803), Stabat Mater Йозефа Гайдна, кілька творів Моцарта. Опублікував німецькі переклади підручника для співаків Анни Марії Пеллегріні-Челоні і фортеп'янних шкіл Іґнаца Плеєля (з французької) і Муціо Клементі.
Був одружений зі співачкою Костанцою Вальдестурлою. Одна з них чотирьох доньок, Генрієтта Вільгельміна, також стала співачкою.